# Ann-Marie Henning
Ann-Marie "Ami" Elisabeth Henning, född 2 december 1952 i Stockholm, är en svensk jazzpianist och musikdirektör.
Efter studentexamen 1971 studerade Henning vid Kungliga Musikhögskolan i Stockholm 1973–78 och vid Berklee College of Music i Boston 1980–82. Hon var pianist och flöjtist i rockgruppen NQB 1973–74, i jazzrockgruppen Vågspel 1975–78 och samarbetade med Merit Hemmingson 1977–78. Hon har varit verksam som musikpedagog, kapellmästare, kompositör,  arrangör och frilansande jazzpianist sedan 1982.

## Diskografi
- Tidal Dreams (1997)

## Utmärkelser
- 2013: Gavatins jazzstipendium med motiveringen "för att hon med outsinlig energi och kompromisslöshet komponerar och arrangerar musik fylld av passion och vitalitet".[1]